# شارلوت وورتینگتون
شارلوت وورتینگتون (انگلیسی: Charlotte Worthington؛ زادهٔ ۲۶ ژوئن ۱۹۹۶) دوچرخه‌سوار اهل بریتانیا است.
وی در مسابقات کشوری و بین‌المللی در مجموع برندهٔ ۱ مدال طلا شده‌است.